# Гаргіан
Гаргіан (араб. قرقيعان), іноді транслітерується як Гергаон (араб. قرقاعون), — піврічне свято, яке відзначається переважно у Східній Аравії. Свято припадає на 13, 14 або 15 ніч ісламського місяця Рамадан. Її святкують і діти, і дорослі, одягаючись у традиційне вбрання та ходячи від дверей до дверей, щоб отримати від сусідів солодощі та горіхи, співаючи традиційні пісні. У святкуванні беруть участь як суніти, так і шиїти. ТТрадиція налічує сотні років і глибоко вкорінена в традиціях країн Перської затоки, особливо в Іраку, Кувейті, Бахрейні та Катарі.

## Етимологія та альтернативні назви
Точне походження слова гаргіан невідоме, хоча існує кілька теорій. В одному стверджується, що воно походить від карка'а (араб. قرقعة «клацання», «хлюпання»), що стосується звуку ударів залізних горщиків із цукерками під час подачі цукерок.
Свято відоме під іншими назвами в арабському світі: Маджина або Гарангао в Іраку.

## Релігійне значення

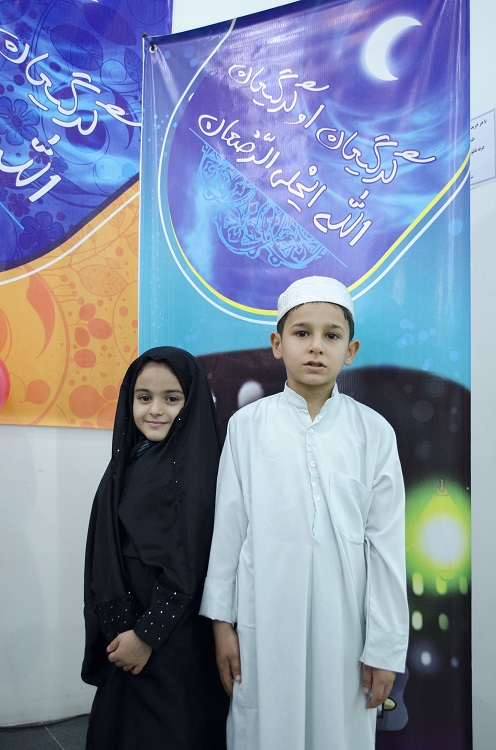
Діти, вбрані для святкування Гаргіану, у Музеї сучасного мистецтва в Ахвазі.

Святкування Гаргіан є культурною традицією в країнах Перської затоки, Іраку та південного Ірану. Мусульмани-шиїти пов'язують його з народженням імама Хасана ібн Алі, який народився в середині Рамадану.

## Традиція
Діти збираються в невеликі хори або групи біля будинків і співають. Пісня має на меті попросити Бога благословити наймолодшу дитину в сім'ї здоров'ям, а матір залишатися щасливою. Чим більше вони співають, тим більше горіхів і солодощів отримують. Традиція Гаргіан покликана поширювати любов, радість і доброзичливість між дорослими і дітьми.
У наш час супермаркети, корпорації та торгові центри змагаються за те, щоб привабити дітей у цей час за допомогою реклами, а також пропонуючи спеціальні акції та влаштовуючи ексклюзивні заходи, заходи, присвячені завершенню посту, щоб просунути себе на ринку.